# Distretto di Kharwar
Il distretto di Kharwar è un distretto dell'Afghanistan appartenente alla provincia di Lowgar. Viene stimata una popolazione di 26.762 abitanti.